# Carl Gustav Jacob Martens

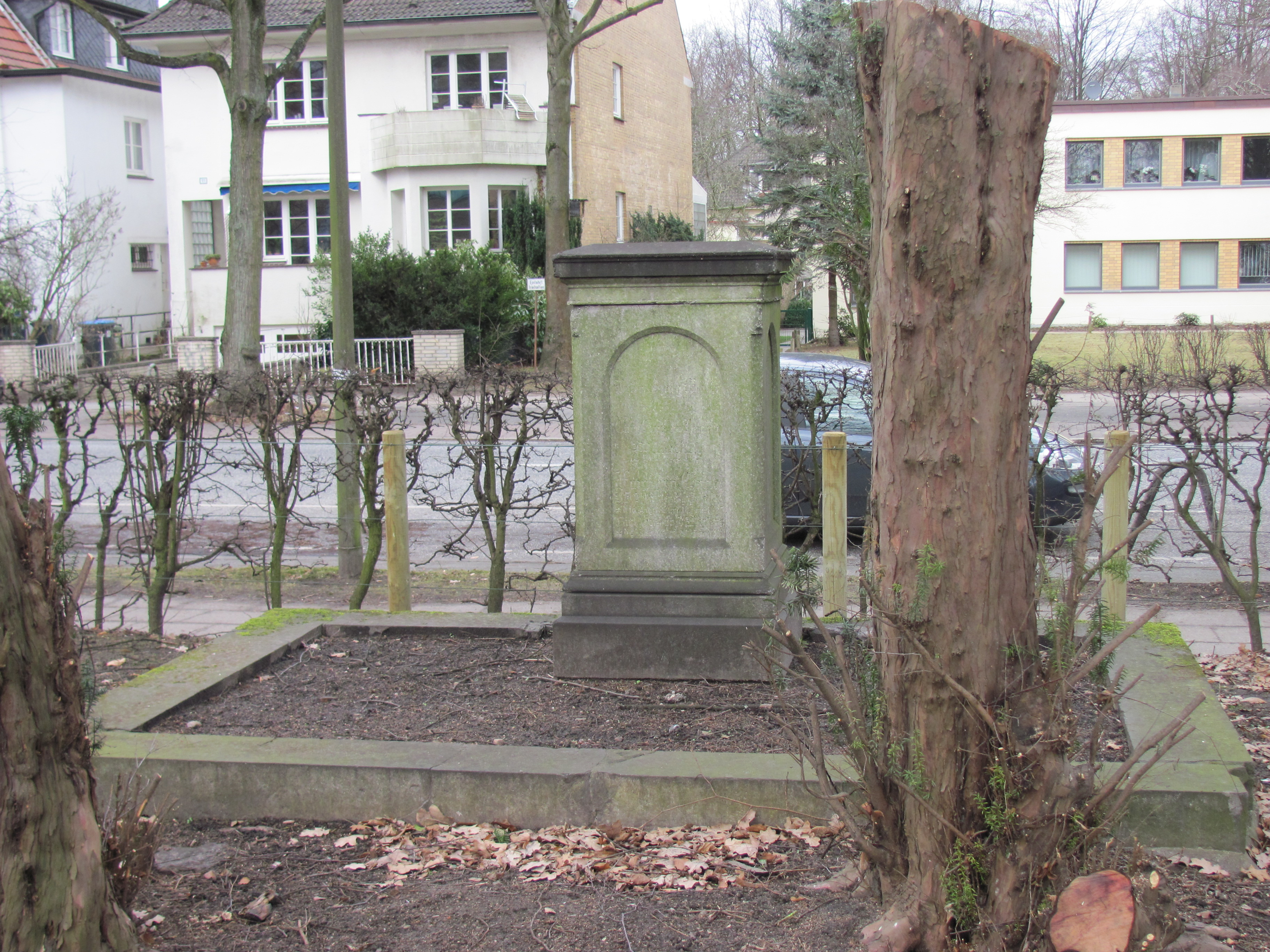
Familiengrab Peter Georg Maltz und Carl Gustav Jacob Martens auf dem Alten Hammer Friedhof

Carl Gustav Jacob Martens (* 26. Dezember 1810 in Hamburg; † 10. Januar 1890 ebenda) war ein Hamburger Holzhändler und Abgeordneter.

## Leben
Martens war Holzhändler in Firma Klinckrath & Martens.
Von 1859 bis 1862 gehörte Martens der Hamburgischen Bürgerschaft an.